# Grand Prix SAR La Princesse Lalla Meryem 2016
Il Grand Prix SAR La Princesse Lalla Meryem 2016 è stato un torneo femminile di tennis giocato sulla terra rossa. È stata la 16ª edizione del torneo, che fa parte della categoria International nell'ambito del WTA Tour 2016. Si è giocato a Rabat, in Marocco, dal 26 al 30 aprile 2016.

## Partecipanti

### Teste di serie
| Giocatrice | Nazionalità               | Ranking* | Testa di serie |
| ---------- | ------------------------- | -------- | -------------- |
| Svizzera   | Timea Bacsinszky          | 16       | 1              |
| Russia     | Ekaterina Makarova        | 29       | 2              |
| Slovacchia | Anna Karolína Schmiedlová | 34       | 3              |
| Romania    | Irina-Camelia Begu        | 35       | 4              |
| Ungheria   | Tímea Babos               | 40       | 5              |
| Germania   | Annika Beck               | 41       | 6              |
| Ucraina    | Lesja Curenko             | 43       | 7              |
| Kazakistan | Julija Putinceva          | 53       | 8              |

* Ranking al 18 aprile 2016.

### Altre partecipanti
Le seguenti giocatrici hanno ricevuto una Wild card:
- Ghita Benhadi
- Anna Blinkova
- Ons Jabeur

La seguente giocatrice è entrata in tabellone come Special Exempt:
- Kateryna Kozlova

Le seguenti giocatrici sono passate dalle qualificazioni:

- Marina Eraković
- Kaia Kanepi
- Aleksandra Krunić
- Sílvia Soler Espinosa

Le seguenti giocatrici sono entrate in tabellone come lucky loser:
- Richèl Hogenkamp
- Anastasija Rodionova
- Sara Sorribes Tormo

## Campionesse

### Singolare
Timea Bacsinszky ha sconfitto in finale  Marina Eraković con il punteggio 6-2, 6-1.
- È il quarto titolo in carriera per Bacsinszky, primo della stagione.

### Doppio
Xenia Knoll /  Aleksandra Krunić hanno battuto in finale  Tatjana Maria /  Ioana Raluca Olaru con il punteggio di 6-3, 6-0.